# 独立記念日 (ラトビア)

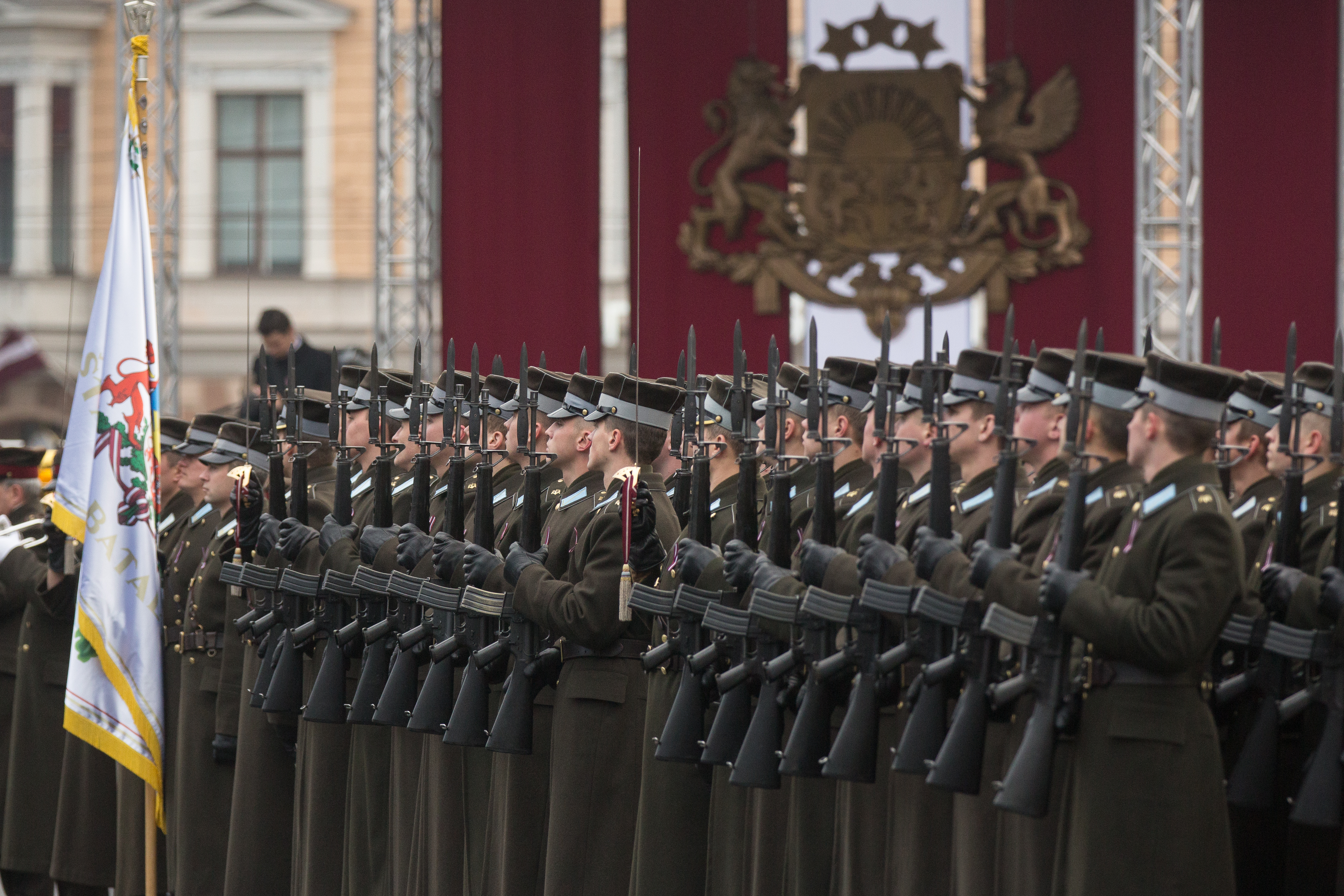
自由の記念碑で行われた献花式での兵士の列. (2016年11月18日)

ラトビアの独立記念日は毎年11月18日に祝われる。これは1918年にラトビア民族会議 (LGA, Latvijas Tautas Padome)がラトビアの独立を宣言したことを記念している。

## 式典

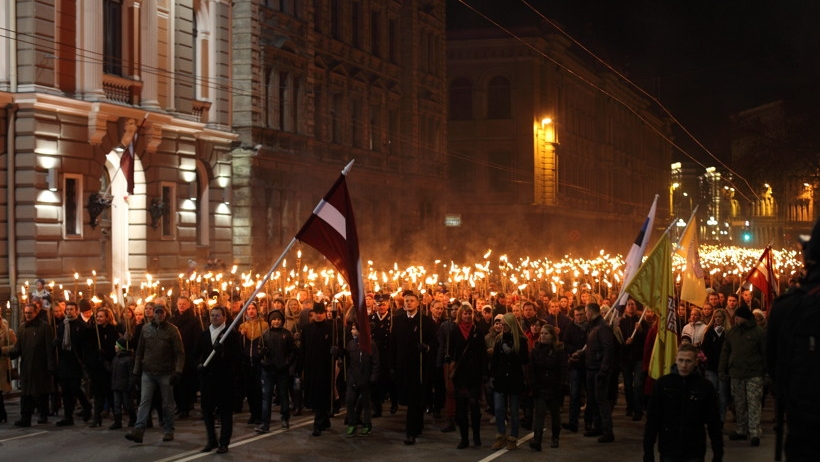
ラトビア・リガでのかがり火の行列

花火やコンサートを含め、ラトビアの全国各地でさまざな催しが行われる。様々な組織・団体によって行われるたいまつを掲げて歩く行列は「ラーチュプレーシスの日」と「独立記念日」の祭典の一部であり、1920年代より行われている。最大のたいまつ行列は「国民連合」が主催するもので首都リガで行われ、毎年数千人が参加する。この行進は市内中心部の街路を通り、伝統的にラトビアの戦前の大統領カールリス・ウルマニスの記念碑からはじまり、自由の記念碑で終わる。最も近年に確立した恒例行事は2009年から行われている国歌の合唱であり、東ヨーロッパ時間の21:00にあわせて「ラトビアに幸いあれ」が歌われる。

### パレード
もう一つの伝統行事にラトビア国軍による軍事パレードがある。今日では11月11日にリガの造成堤防で行われ、1998年から再導入されたものである。独立を回復したのちの国軍による最初のパレードはリガの自由の記念碑前で1993年にラトビア建国75周年を記念し行われ、その様子はラトビアのテレビ局によって放送された。1998年、11月11日に造成堤防で国の祝日としてのパレードが初めて行われた。パレード会場の変更の主な理由は、自由の記念碑周辺は狭く限られた面積しかなく、重火器や軍事装備など、ラトビア国軍の凡ての種類の部隊や兵装を披露することが許可されない為であった。1998年のパレードでは、バルト大隊から中隊が参加するなど国防省と内務省の戦力が披露され、ラトビア建国80周年が祝われた。2004年のラトビアのNATO加盟以降は、同盟国もパレードに参加している。